# Сукцинимид
Сукцинимид (2,5-пирролидиндион, имид янтарной кислоты) - бесцветные кристаллы орторомбической сингонии (a=0,75 нм, b=0,962 нм, c=1,275 нм, z=8), хорошо растворяется в воде и этаноле, плохо - в диэтиловом эфире, не растворяется в хлороформе.

## Свойства
- Сукцинимид - слабая кислота, K = 2,38·10-10(25°C), с металлами образует соли и комплексные соединения.
- При восстановлении сукцинимида, в зависимости от условий реакции, образуются пирролидин, 2-пирролидон, пиррол или γ-аминомасляная кислота:

- Галогенирование сукцинимида приводит к N-галогенсукцинимидам, взаимодействие с бромом Br2 или гипобромитом натрия NaBrO в щелочной среде при нагревании - к β-аланину NH2(CH2)2COOH.
- При пропускании в расплав сукцинимида хлора или брома при 160°С образуются галогензамещенные имиды малеиновой кислоты, взаимодействие сукцинимида с пентахлоридом фосфора PCl5 дает 2,2,3,4,5-пентахлор-2Н-пиррол:

- Обработка сукцинимида аммиаком NH3 или метанолом CH3OH приводит к размыканию цикла с образованием соответствующего диамида NH2CO(CH2)2CONH2 или метилового эфира моноамида янтарной кислоты CH3OOC(CH2)2CONH2. При действии на сукцинимид формальдегида образуется N-гидроксиметиленсукцинимид (в присутствии K2CO3) либо N,N'-метилендисукцинимид (при 160°С).

## Получение
- Получают сукцинимид нагреванием янтарной кислоты или ее ангидрида в токе аммиака при 180-200°С.
- Сухой перегонкой диаммониевой соли или амида янтарной кислоты либо мочевины.
- Обработкой акрилонитрила водным раствором цианида натрия NaCN.
- Карбонилированием акриламида в присутствии кобальта Co.

## Применение
- Применяют сукцинимид главным образом для получения N-хлор- и N-бромсукцинимидов, а также для синтеза гетероциклических соединений ряда пиррола. Некоторые производные сукцинимида, например, N-сукцинил-3,5-дихлоранилин, используют в качестве пестицидов.